# Горелов, Александр Леонтьевич
Александр Леонтьевич Горелов (Горилый; 1868 — после 1937) — украинский композитор, гобоист, дирижёр, педагог и музыкальный деятель. Также медик по образованию.

## Биография
Родился 2 сентября 1863 года в селе Малые Щербиничи Новозыбковского уезда Черниговской губернии Российской империи в семье крестьян имевших довольно крепкое хозяйство. По окончании мужской гимназии в городе Новгород-Северском, он поступил на медицинский факультет Московского университета, который окончил в 1893 году. Одновременно с этим в учился в Московской консерватории (1888—1890) по классу гобоя и гармонии.
Сперва он работал врачом в Черниговском духовном училище, а в часы досуга усердно занимался композицией, а пробовал свои силы в качестве дирижёра. 2 февраля 1897 года А. Л. Горелов дал свой дебютный авторский концерт, где прозвучали его 1-я симфония, отрывки из оперы «Вий» и другие музыкальные произведения под управлением автора. Успешный дебют помог музыканту поверить в свои силы и с этого времени музыка стала основным занятием Горелова. В ближайшие полтора десятилетия Александром Гореловым были написаны опера «Вий» (1897), оперетта «Хорошие соседи» (1891), три симфонии, два струнных квартета, трио для фортепиано, хоры и романсы.
С 1899 по 1903 год он был директором музыкального училища при Астраханском отделении Русского музыкального общества. Параллельно этому музыкант гастролировал в Санкт-Петербурге, Москве, Сестрорецке Киеве, Праге и других городах.
Осенью 1905 года Александр Леонтьевич Горелов приехал в Саратов и на протяжении нескольких последующих лет активно работал под патронажем Саратовского отделения РМО. Здесь он стал плотно заниматься духовной музыкой и написал цикл песнопений литургии Святого Иоанна Златоуста, который издал в Москве на собственные средства в 1910 году под заглавием «Пение на Божественной литургии».
С 1912 по 1916 год жил в столице Российской империи городе Санкт-Петербурге, где преподавал в оркестровом классе в Петербургского музыкального института. В 1915 году издал сочинение под заглавием «Свете тихий» (для смешанного хора). Попутно практиковал как психотерапевт, занимаясь преимущественно изучением и лечением алкоголизма.
В 1916 году Горелов переехал в Киев, где стал одним из инициаторов создания Первого республиканского симфонического оркестра им. Н. Лысенко (ныне Национальный симфонический оркестр Украины), который был основан в 1918 году согласно указу Совета Министров Украинской народной республики. Горелов стал его первым дирижёром.
В последние годы жизни занимался преимущественно медициной.
О дальшейшей судьбе неизвестно, дата смерти во всех источниках указывается «после 1937 года».
В Православной энциклопедии 2000 года издания указывается, что он был в 1937 году репрессирован и стал одной из многочисленных жертв большого террора.